# Mikołaj Łoziński
Mikołaj Łoziński (* 1980, Varšava) je polský spisovatel a fotograf.

## Život a dílo
Je synem známého polského režiséra a dokumentaristy Marcela Łozińskiego.

### Přehled děl v originále (výběr)
- Łoziński, Mikołaj. Książka[3]. Kraków: Wydawnictwo Literackie, 2010. 178 S.

### České překlady
- Kniha (orig. 'Książka'). 1. vyd. Praha: Havran, 2015. 139 S. Překlad: Lenka Kuhar Daňhelová
- Reisefieber. 1. vyd. Praha: Dybbuk, 2008. 208 S. Překlad: Barbora Gregorová (Pozn.: Název knihy je uveden v němčině a znamená v překladu 'cestovní horečku'.[4] Jedná se také o autorovu literární prvotinu, kterou psal tři roky.[5])